# Rauchbier
Als Rauchbier bezeichnet man eine Geschmacksrichtung von Bieren, die durch Verwendung von Rauchmalz entsteht. Produktionsbedingt waren früher viele Biersorten Rauchbiere, heute gelten sie als Spezialität.

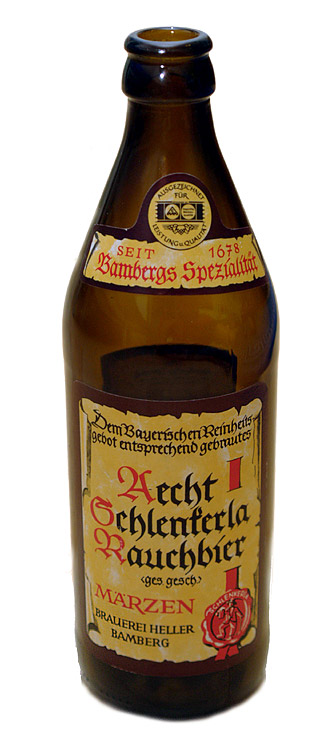
Aecht Schlenkerla Rauchbier Märzen (Bamberg)

## Herstellung
Früher waren viele Biere aufgrund der Herstellung des Malzes Rauchbiere. Das Malz muss für die Bierherstellung getrocknet werden. Neben der Sonnentrocknung, die klimatisch nicht in allen Regionen möglich war, kam dabei ein offenes Holzfeuer zur Unterstützung der Darre zum Einsatz. Hitze und Rauch durchströmten das auf der Darre liegende Grünmalz, entzogen ihm so die Feuchtigkeit und machten es gleichzeitig haltbar. Während der Industrialisierung wurden neue Techniken entwickelt, die den Einsatz spezieller Heizungen auf der Basis fossiler Brennstoffe wie Kohle und Öl erlaubten. Da diese Verfahren kostengünstiger und einfacher in der Handhabung waren, verdrängten sie nach und nach die alten Rauchdarren.

## Hersteller
Während andere Brauereien nach Erfindung des rauchfreien Malzes auf nicht-rauchige Biere umstellten, wurde die alte Tradition in Bamberg von den Brauereien Spezial und Schlenkerla bis in die Gegenwart durchgehend bewahrt, denn beide betreiben jeweils eigene Mälzereien und stellen ihr Rauchmalz für den Eigengebrauch noch selbst her. Deswegen spricht man oft auch vom „Bamberger Rauchbier“ oder „Rauchbier nach Bamberger Art“, obwohl genau genommen nur die Biere von Schlenkerla und Spezial in diese Kategorie fallen. Seit einigen Jahren können Brauereien auch industriell gefertigtes, raucharomatisiertes Malz von verschiedenen Handelsmälzereien beziehen. Dadurch hat das Rauchbier in den letzten Jahren eine Renaissance erfahren und es finden sich diverse neuartig hergestellte rauchige Biere bei Craft-Brauereien weltweit und sogar in Bamberg. Die traditionelle Herstellungsweise, wie sie nur noch von Spezial und Schlenkerla aufwändig betrieben wird, ist damit eine seltene Ausnahme. 2017 hat daher die Organisation Slow Food diese beiden letzten verbliebenen traditionellen Rauchbiere in die „Arche des Geschmacks“ aufgenommen, um zum Erhalt der alten Herstellungsweise beizutragen. 
Der Geschmack von Rauchbier ist gewöhnungsbedürftig und nach einem alten Sprichwort schmeckt erst das dritte Seidla so richtig.

## Tag der Rauchbierbewahrung
Im Jahr 2022 wurde der 23. Juli zum Tag der Rauchbierbewahrung erklärt. Maßgeblicher Initiator hierfür war die Brauerei Heller aus Bamberg (Schlenkerla). Das Datum wurde gewählt,  da am 23. Juli 1635 die ersten rauchfreien Malztrocknungsanlagen in England eingeführt wurden. An diesem Tag finden in Bamberg allerlei Veranstaltungen rund um das Thema Rauchbier statt.